# Kali hydride
Kali hydride, công thức hóa học KH, là một hợp chất vô cơ của kali và hydro. Nó là một hydride kim loại kiềm. Kali hydride là một chất rắn màu trắng, mặc dù các sản phẩm thương mại có màu xám. Một hợp chất có tính kiềm mạnh, nó rất hữu ích trong tổng hợp hữu cơ, và cũng là một hợp chất phản ứng nguy hiểm. Vì lý do này, nó được bán thương mại dưới dạng bùn (~ 35%) hòa tan trong dầu khoáng hoặc ở dạng sáp parafin để thuận tiện khi vận chuyển.

## Sản xuất
Kali hydride được sản xuất bằng phản ứng hóa hợp trực tiếp giữa kali và hydro:
2K + H2 → 2KH
Phản ứng này do Humphry Davy khám phá ra ngay sau khi ông khám phá ra kali năm 1807, với việc ông nhận ra kim loại mới này sẽ bốc hơi trong một luồng khí hydro khi nung nóng ở nhiệt độ dưới nhiệt độ sôi của nó.:p.25
Kali hydride hòa tan trong các hydroxide khan (chẳng hạn như natri hydroxide nóng chảy) và hỗn hợp muối hóa học, nhưng không tan trong các dung môi hữu cơ.

## Phản ứng
KH phản ứng với nước theo phản ứng sau:
KH + H2O → KOH + H2
Kali hydride là một siêu base còn mạnh hơn cả natri hydride. Nó được sử dụng để deproton hóa các hợp chất carbonyl nhất định để tạo ra các enolates. Nó cũng deproton hóa các amin để tạo ra các amit tương ứng của loại KNHR và KNR2.

## An toàn
KH là chất gây cháy trong không khí, phản ứng dữ dội với các axit và nổ khi tiếp xúc với chất oxy hóa và một số loại khí khác. Khi được giữ trong dầu khoáng, KH ít gây cháy hơn.